# Iszmoilí Szomoní-csúcs
Az Iszmoilí Szomoní-csúcs (tádzsikul: Қуллаи Исмоили Сомонӣ, oroszul: пик Исмаила Самани; 1962-ig: Sztálin-csúcs, majd 1998-ig: Kommunizmus-csúcs) a Pamír hegység, Tádzsikisztán és az egykori Szovjetunió legmagasabb pontja. Mai nevét Iszmoil Szomoníról, a Számánida-dinasztia egyik őséről kapta. Egyike a volt Szovjetunió öt hétezres csúcsának, melyek megmászásával a Hópárduc címet lehet elnyerni.

## Történelem
Amikor 1928-ban fény derült rá, hogy a Pamír szovjet oldalán létezik egy, a Lenin-csúcsnál magasabb hegy, először tévesen a Garmo-csúccsal azonosították. Újabb szovjet expedíciók eredményeképpen 1932-re egyértelművé vált, hogy két külön csúcsról van szó; az új csúcsot 1933-ban Joszif Visszarionovics Sztálinról Sztálin-csúcsnak (oroszul: пик Сталина) nevezték el. Első megmászása Jevgenyij Mihajlovics Abalakov nevéhez fűződik, aki 1933. szeptember 3-án ért fel a csúcsra.
1962-ben nevét Kommunizmus-csúcsra (oroszul: пик Коммунизма) változtatták. Mai nevét 1998-ban kapta.

## Fordítás
- Ez a szócikk részben vagy egészben a Ismoil Somoni Peak című angol Wikipédia-szócikk ezen változatának fordításán alapul.  Az eredeti cikk szerkesztőit annak laptörténete sorolja fel. Ez a jelzés csupán a megfogalmazás eredetét és a szerzői jogokat jelzi, nem szolgál a cikkben szereplő információk forrásmegjelöléseként.